# Brännträsket (Malå socken, Lappland)
Brännträsket är en sjö i Malå kommun i Lappland och ingår i Skellefteälvens huvudavrinningsområde. Sjön har en area på 0,117 kvadratkilometer och ligger 319 meter över havet.

## Delavrinningsområde
Brännträsket ingår i det delavrinningsområde (723517-165767) som SMHI kallar för Ovan Brackselbäcken. Medelhöjden är 290 meter över havet och ytan är 36,66 kvadratkilometer. Räknas de 4 avrinningsområdena uppströms in blir den ackumulerade arean 82,86 kvadratkilometer. Mensträskbäcken (Storbäcken) som avvattnar avrinningsområdet har biflödesordning 3, vilket innebär att vattnet flödar genom totalt 3 vattendrag innan det når havet efter 121 kilometer. Avrinningsområdet består mestadels av skog (80 procent) och sankmarker (18 procent). Avrinningsområdet har 0,12 kvadratkilometer vattenytor vilket ger det en sjöprocent på 0,3 procent.